# Palazzo Gavotti
Palazzo Gavotti sorge nel centro storico di Savona ed è attualmente sede della pinacoteca civica.

## Storia
Il palazzo fu edificato nel corso del Seicento su strutture medievali preesistenti. Il nome deriva dalla famiglia Gavotti che ne fu proprietaria sino al 1772, quando lo donò all'Opera Pia del santuario. Il palazzo fu acquistato il 12 dicembre 1861 dal Comune di Savona che vi stabilì la sede del Municipio fino al 1934 quando si trasferì nell'attuale palazzo Civico in piazza Sisto IV. Ospitò la biblioteca comunale dal 1861 al 1894 e dal 1938 al 1985. Nel 1863 fu aperto il passaggio ancora oggi esistente che permette di collegare via Pia a piazza Chabrol. Per tale motivo fu soprannominato sino ai primi del Novecento "palazzo Tunnel". Gli scaloni interni e alcuni ambienti conservano ancora l'aspetto originario e alcuni affreschi sui soffitti opera di Antonio Novaro. La facciata su piazza Chabrol fu invece modificata nel 1860 nell'aspetto attuale e dotata di orologio affiancato da due statue raffiguranti Savona e il Letimbro (le cui teste si sono perdute durante l'ultimo restauro di inizio 2000), opere di Antonio Brilla. 
A partire dal 18 luglio 2003 è divenuto sede della Pinacoteca civica, che si sviluppa in 22 sale espositive.

## Il Museo d'arte di Palazzo Gavotti
Il Museo d'arte di Palazzo Gavotti  è costituito dalla Pinacoteca civica di Savona, dalle opere della "Fondazione museo di arte contemporanea Milena Milani in memoria di Carlo Cardazzo" e dal Museo della ceramica.